# Тая Ларина
Тая Ларина (27 марта 1987, Москва) — российский поэт.

## Образование
Литературный институт имени Горького,
Московский государственный психолого-педагогический университет (МГППУ).

## Публикации
«Новые известия», «Нева», «Юность», «Новая Юность», «Интерпоэзия», «Север», «Кольцо А», «Введенская сторона», «Луч», «Литературная газета», «Правчтение», «45-я параллель», «LiteraruS», «Флорида» и другие издания.

### Книги
«Закон радости» (2020 год, издательство «Стеклограф»).

## Награды и достижения
В 2002 году возрасте 15-ти лет принята в Союз писателей РФ;
- Премия «Триумф» (2009)[16] — лауреат (молодёжная премия, номинатор Андрей Вознесенский)[17];
- Литературный конкурс «Северная звезда — 2011» — победа;
- Конкурс песенной поэзии «Зов Нимфея» (2011) — премия «Крылья»;
- III открытый Всероссийский конкурс творческих работ «Байконур — Земля — Вселенная» (2011) — 1-е место[18];
- Открытый Всероссийский конкурс поэтических работ «Музыка слова» (2011) — 2-е место;
- Конкурс среди молодых авторов имени Л. Ошанина (2012) — гран-при
- Премия имени Анны Ахматовой журнала «Юность» (2013) — лауреат;[19]
- Международный литературный тютчевский конкурс «Мыслящий тростник» (2019) — шорт-лист;[20]
- Премия «Лицей» (2019, 2020[21]) — лонг-лист;
- Участник Форума молодых писателей (2020).